# Naviglio d'Ivrée
Le naviglio d'Ivrée est un canal artificiel du Piémont, en Italie, qui prend naissance dans le fleuve Doire Baltée à Ivrée (TO) et se termine dans le fleuve Sesia à Verceil.

## Parcours

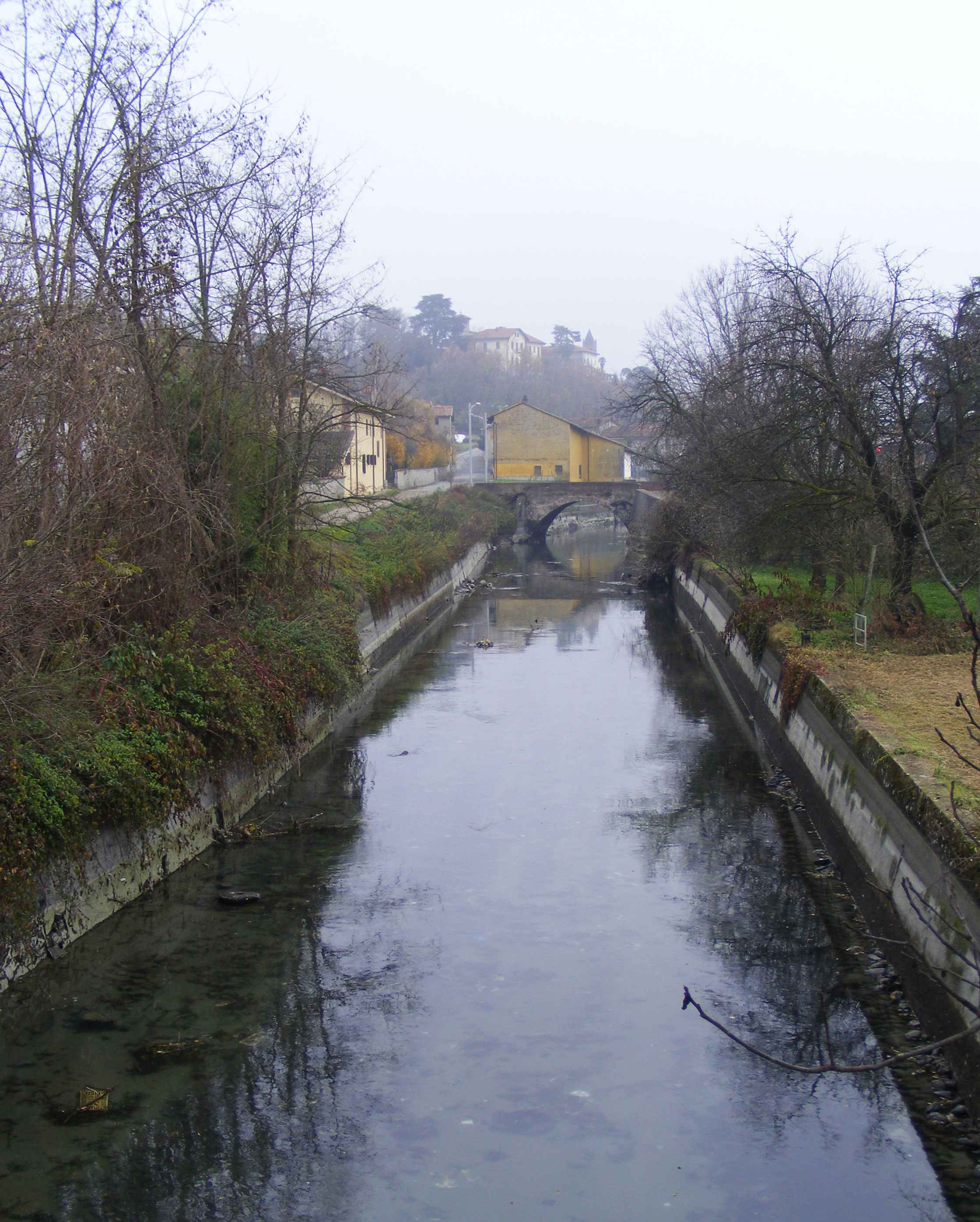
Le naviglio d'Ivrée à Borgomasino

Le naviglio naît de la Doire Baltée près du centre historique d’Ivrée où le fleuve s’élargit après avoir traversé la cité par un étroit canyon.
Parallèlement au fleuve, le naviglio poursuit en longeant la moraine de Masino et se dirige vers le ravin de Mazzè, goulet qui ferme l'amphithéâtre morainique d'Ivrée, toujours à quelques dizaines de mètres plus loin et plus haut que la Doire baltée.
À la hauteur du hameau de Rocca de Villareggia, le naviglio se détache du fleuve et pointe vers le nord-est. Il entre ensuite dans la Province de Verceil apporter l’eau aux rizières et croise le canal Depretis à un nœud hydraulique, et de là poursuit vers Verceil, longe le nord de la cité et va terminer sa course dans le fleuve Sesia à 120 m d’altitude.

## Histoire
Le naviglio fut construit comme canal navigable en 1468 par Yolande de Valois pour relier la cité d’Ivrée à celle de Verceil et pour irriguer la campagne environnante.
Aujourd’hui, sa fonction principale est de fournir de l’eau à la riziculture. Sur le canal, près de l’ex-route SS 143, se trouve une centrale hydroélectrique.